# Cedric Itten
Cedric Itten (ur. 27 grudnia 1996 w Bazylei) – szwajcarski piłkarz występujący na pozycji napastnika w szwajcarskim klubie BSC Young Boys oraz w reprezentacji Szwajcarii.

## Kariera klubowa

### FC Basel
W 2007 dołączył do akademii FC Basel. Zadebiutował 21 lutego 2016 w meczu Swiss Super League przeciwko FC Vaduz (5:1). W Lidze Europy zadebiutował 17 marca 2016 w meczu przeciwko Sevilli FC (3:0). Pierwszą bramkę zdobył 13 kwietnia 2016 w meczu ligowym przeciwko FC Lugano (1:4). 30 kwietnia 2016 został przesunięty do pierwszego zespołu. W sezonie 2015/16 jego zespół zajął pierwsze miejsce w tabeli zdobywając mistrzostwo Szwajcarii. 31 października 2017 zadebiutował w fazie grupowej Ligi Mistrzów w meczu przeciwko CSKA Moskwa (1:2).

### FC Luzern
1 lipca 2016 udał się na roczne wypożyczenie do klubu FC Luzern. Zadebiutował 23 lipca 2016 w meczu Swiss Super League przeciwko FC Lugano (1:2). 28 lipca 2016 zadebiutował w kwalifikacjach do Ligi Europy w meczu przeciwko US Sassuolo Calcio (1:1). Pierwszą bramkę zdobył 10 sierpnia 2016 w meczu ligowym przeciwko FC Vaduz (1:3).

### FC Sankt Gallen
17 stycznia 2018 został wysłany na półroczne wypożyczenie do drużyny FC Sankt Gallen. Zadebiutował 3 lutego 2018 w meczu Swiss Super League przeciwko BSC Young Boys (2:0). Pierwszą bramkę zdobył 17 lutego 2018 w meczu ligowym przeciwko FC Basel (0:2). 1 lipca 2018 przeszedł do zespołu na stałe na zasadzie transferu. 19 sierpnia 2018 w meczu Pucharu Szwajcarii przeciwko FC Ueberstorf (0:6), zdobył pięć bramek. W sezonie 2019/20 jego zespół zajął drugie miejsce w tabeli i zdobył wicemistrzostwo Szwajcarii.

### Rangers F.C.
4 sierpnia 2020 podpisał kontrakt ze szkockim klubem Rangers F.C.. Zadebiutował 8 sierpnia 2020 w meczu Scottish Premiership przeciwko St. Mirren F.C. (3:0). Pierwszą bramkę zdobył 10 grudnia 2020 w meczu fazy grupowej Ligi Europy przeciwko Lechowi Poznań (0:2). Pierwszą bramkę w lidze zdobył 19 grudnia 2020 w meczu przeciwko Motherwell F.C. (3:1).

## Kariera reprezentacyjna

### Szwajcaria
W 2019 roku otrzymał powołanie do reprezentacji Szwajcarii. Zadebiutował 15 listopada 2019 w meczu eliminacji do Mistrzostw Europy 2020 przeciwko reprezentacji Gruzji (1:0), w którym zdobył swoją pierwszą bramkę.

## Statystyki

### Klubowe
(aktualne na dzień 1 stycznia 2021)
| Klub                   | Sezon              | Liga                 | Liga  | Liga   | Puchar kraju | Puchar kraju | Puchar ligi | Puchar ligi | Europa | Europa | Suma  | Suma   |
| Klub                   | Sezon              | Liga                 | Mecze | Bramki | Mecze        | Bramki       | Mecze       | Bramki      | Mecze  | Bramki | Mecze | Bramki |
| ---------------------- | ------------------ | -------------------- | ----- | ------ | ------------ | ------------ | ----------- | ----------- | ------ | ------ | ----- | ------ |
| FC Basel               | 2015/16            | Swiss Super League   | 11    | 1      | 0            | 0            | –           | –           | 1      | 0      | 12    | 1      |
| FC Basel               | Ogólnie            | Ogólnie              | 11    | 1      | 0            | 0            | 0           | 0           | 1      | 0      | 12    | 1      |
| FC Luzern (wyp.)       | 2016/17            | Swiss Super League   | 28    | 3      | 2            | 0            | –           | –           | 1      | 0      | 31    | 3      |
| FC Luzern (wyp.)       | 2017/18            | Swiss Super League   | 5     | 0      | 1            | 0            | –           | –           | 2      | 0      | 8     | 0      |
| FC Luzern (wyp.)       | Ogólnie            | Ogólnie              | 33    | 3      | 3            | 0            | 0           | 0           | 3      | 0      | 39    | 3      |
| FC Basel               | 2017/18            | Swiss Super League   | 10    | 2      | 3            | 1            | –           | –           | 1      | 0      | 14    | 3      |
| FC Basel               | Ogólnie            | Ogólnie              | 10    | 2      | 3            | 1            | 0           | 0           | 1      | 0      | 14    | 3      |
| FC Sankt Gallen (wyp.) | 2017/18            | Swiss Super League   | 16    | 5      | 0            | 0            | –           | –           | –      | –      | 16    | 5      |
| FC Sankt Gallen (wyp.) | Ogólnie            | Ogólnie              | 16    | 5      | 0            | 0            | 0           | 0           | 0      | 0      | 16    | 5      |
| FC Sankt Gallen        | 2018/19            | Swiss Super League   | 8     | 4      | 2            | 7            | –           | –           | 1      | 0      | 11    | 11     |
| FC Sankt Gallen        | 2019/20            | Swiss Super League   | 34    | 19     | 2            | 1            | –           | –           | –      | –      | 36    | 20     |
| FC Sankt Gallen        | Ogólnie            | Ogólnie              | 42    | 23     | 4            | 8            | 0           | 0           | 1      | 0      | 47    | 31     |
| Rangers F.C.           | 2020/21            | Scottish Premiership | 14    | 3      | 0            | 0            | 2           | 0           | 5      | 1      | 21    | 4      |
| Rangers F.C.           | Ogólnie            | Ogólnie              | 14    | 3      | 0            | 0            | 2           | 0           | 5      | 1      | 21    | 4      |
| Ogólnie w karierze     | Ogólnie w karierze | Ogólnie w karierze   | 126   | 37     | 10           | 9            | 2           | 0           | 11     | 1      | 149   | 47     |

### Reprezentacyjne
(aktualne na dzień 1 stycznia 2021)
| Reprezentacja | Rok     | Mecze | Bramki |
| ------------- | ------- | ----- | ------ |
| Szwajcaria    |         |       |        |
| 2019          | 2       | 3     |        |
| 2020          | 2       | 0     |        |
| Ogólnie       | Ogólnie | 4     | 3      |

| Mecze i gole w reprezentacji | Mecze i gole w reprezentacji | Mecze i gole w reprezentacji | Mecze i gole w reprezentacji | Mecze i gole w reprezentacji | Mecze i gole w reprezentacji | Mecze i gole w reprezentacji | Mecze i gole w reprezentacji |
| Lp.                          | Data                         | Miejsce                      | Gospodarz                    | Gość                         | Wynik                        | Gol                          | Rozgrywki                    |
| ---------------------------- | ---------------------------- | ---------------------------- | ---------------------------- | ---------------------------- | ---------------------------- | ---------------------------- | ---------------------------- |
| 1.                           | 15.11.2019                   | St. Gallen                   | Szwajcaria                   | Gruzja                       | 1:0                          | Gol                          | el. ME 2020                  |
| 2.                           | 18.11.2019                   | Gibraltar                    | Gibraltar                    | Szwajcaria                   | 1:6                          | Gol · Gol                    | el. ME 2020                  |
| 3.                           | 07.10.2020                   | St. Gallen                   | Szwajcaria                   | Chorwacja                    | 1:2                          |                              | Mecz towarzyski              |
| 4.                           | 13.10.2020                   | Kolonia                      | Niemcy                       | Szwajcaria                   | 3:3                          |                              | Liga Narodów UEFA            |

## Sukcesy

### FC Basel
- Mistrzostwo Szwajcarii (1×): 2015/2016

### FC Sankt Gallen
- Wicemistrzostwo Szwajcarii (1×): 2019/2020